# Pansori
Il pansori (판소리?, p'ansoriMR) è un genere di narrazione musicale coreana, eseguito da una sorikkun (소리꾼?), una cantante, e un gosu (고수?), un percussionista che utilizza il tamburo buk. Il termine pansori deriva dall'unione di pan (판?; cioè "un posto dove molte persone si riuniscono") e sori (소리?; cioè "suono").

## Storia
Si ritiene che il pansori debba la sua origine alle muga (무가?, 巫歌?, mugaLR), le canzoni dello sciamanesimo coreano. Anche il pannorum (판놀음?, pannor-eumLR), l'intrattenimento pubblico non rituale, ha fortemente influenzato il pansori, che infatti è un tipo di pannorum.
Il pansori nacque nel diciassettesimo secolo, durante la dinastia Joseon (1392-1897). Le forme più mature di pansori emersero solo più tardi, nel diciottesimo secolo. Il diciannovesimo secolo è considerato l'età dell'oro del pansori, con un aumento di popolarità e un avanzamento nella tecnica. Durante la prima metà del diciannovesimo secolo, vennero utilizzate principalmente melodie e tecniche vocali che attirassero l'attenzione delle classi più abbienti. Comunque, la musica folk fu usata per ampliare il vocabolario musicale. Uno sviluppo importante del pansori è dovuto a Shin Jae-hyo (1812-1884): egli reinterpretò e redasse canzoni adatte alle classi superiori, e istruì le prime cantanti importanti. Nella seconda metà del 1800, si ebbero nuovi progressi sotto forma di nuove variazioni e versioni. Entro la fine del periodo Joseon, il pansori era eseguito per e goduto dalla casa reale di Yi.
A causa della dominazione giapponese e dell'occidentalizzazione, durante il secolo seguente la popolarità del pansori declinò. La registrazione sonora modificò l'esperienza di ascolto. C'era inoltre abbondanza di cantanti che seguivano la carriera professionale di Jin Chae-seon, studentessa di Shin Jae-hyo e prima cantante pansori professionista. Le compagnie di danza pansori, popolari verso la metà del ventesimo secolo, vennero dimenticate con l'arrivo degli anni Sessanta. A causa del calo di popolarità e alla modernizzazione della Corea del Sud, il pansori fu dichiarato Proprietà Culturale Nazionale Intangibile nel 1964. Ciò contribuì a renderlo di nuovo famoso, sia accademicamente che praticamente, e a fargli guadagnare un riconoscimento del suo valore culturale e il sostegno delle istituzioni. Il 7 novembre 2003 venne dichiarato patrimonio orale e immateriale dell'umanità.

## Madang
Dodici storie cantate come pansori durante la metà del periodo Joseon sono definite i "dodici madang" (열두마당?, yeoldu madangLR), e inserite nei libri Gwanoohi (관우히?, 觀優戱?, Gwan-uhiLR) e Joseon changuksa (조선창극사?, 朝鮮唱劇史?, Joseon chang-geuksaLR). Di queste, solo cinque sono sopravvissute: Chunhyangga, Simcheongga, Heungbuga, Sugungga e Jeokbyeokga. Le rappresentazioni contemporanee dei madang differiscono molto da quelle originali: enfatizzano alcune parti riducendone altre, e spesso vengono messe in scena solo alcune porzioni invece di tutta l'opera.

## Stile musicale
Lo stile musicale del pansori è composto da cinque elementi: jo (조?, 調?, joLR), jangdan (장단?, 長短?, jangdanLR), buchimsae (붙임세?, but-imseLR), je (제?, 制?) e produzione vocale.

### Jo
Il jo (조?, joLR, choMR; 調) si riferisce principalmente al quadro melodico dell'esibizione. In termini occidentali, è paragonabile al modo e alla chiave, anche se il jo prevede anche il timbro vocale e le emozioni espresse tramite il canto. Tipi di jo sono il chucheonmok (추천목?, 鞦韆?, chucheonmogLR), il gyemyeonjo (계면조?, 界面調?, gyemyeonjoLR; anche chiamato seoreumje o aewonseong), e il seokhwaje (설렁제?, seolleongjeLR).

### Jangdan
Il jangdan (장단?, 長短?, jangdanLR) è il ritmo usato. Il jangdan serve per mostrare gli stati emotivi corrispondenti alla narrazione della cantante. Il jangdan può cambiare con l'entrata in scena di un nuovo personaggio. Alcuni tipi sono il jinyang (진양?, jin-yangLR), il jungjungmori, il jajinmori e lo hwimori.

### Buchimsae
Il termine buchimsae (붙임세?, but-imseLR) si riferisce al metodo con cui le parole del pansori vengono combinate con la melodia, più specificamente a come combinare le parole con ritmi irregolari. Esistono due tipi di buchimsae: il daemadidae-jangdan e l'eotbuchim.

### Je
Il je (제?, 制?, jeLR) è una scuola di pansori.